# Deborah Herold
Deborah Herold, née le 18 février 1995 à Aberdeen, dans les Îles Andaman-et-Nicobar en Inde, est une coureuse cycliste indienne, spécialiste de la piste.

## Biographie
Deborah Herold est de l'ethnie nicobaraise. Elle grandit sur Car Nicobar, où son père travaille sur la Car Nicobar Air Force Base comme officier de l'armée de l'air. Elle se trouve à Port Blair, lorsque l'île est submergée par le tsunami de 2004. Elle passe plus d'une semaine coincée dans un arbre, avant d'être secourue. Par la suite, elle raconte avoir été traumatisée par cette expérience.
Pour faire face à son traumatisme, Herold commence à faire du sport, notamment du saut en longueur et du cyclisme. En raison de ses performances, elle est soutenue par le Sports Authority of India (SAI), dont l'un des centres est situé dans les îles Andaman. Depuis 2011, elle vit à New Delhi, séparée de sa famille. Elle s'entraîne sur le vélodrome à l'Indira Gandhi Sports Complex. Dans une interview, elle raconte qu'elle souffre constamment du mal du pays, mais se concentre sur son succès sportif. 
En 2014, elle remporte lors de la Coupe d'Asie deux médailles d'or, une sur le 500 mètres contre-la-montre et une en vitesse par équipes (avec Kezia Vargheese). En octobre 2015, elle gagne cinq médailles lors de la Taiwan Cup Track International Classic et quelques semaines plus tard lors de la Track India Cup, elle s'adjuge trois médailles supplémentaires. Grâce à ses résultats, elle devient la première cycliste indienne - hommes et femmes confondus - à être classée dans les quatre premières au sein d'un classement UCI sur piste. Elle se retrouve classée quatrième sur le 500 mètres contre-la-montre, une place devant la Néerlandaise Elis Ligtlee, vice-championne d'Europe de la spécialité. En 2016, elle devient la première cycliste indienne à se qualifier pour les championnats du monde de cyclisme sur piste, où elle termine 15e et dernière du 500 mètres. Herold, un journal indien la célèbre  comme une "sensation cycliste".
L'objectif sportif de Deborah Herold est de participer aux Jeux olympiques de 2020 à Tokyo.

## Palmarès

### Championnats du monde
- Londres 2016
  - 15e du 500 mètres
- Hong Kong 2017
  - 12e de la vitesse par équipes (éliminée en qualification)[7]
  - 20e du 500 mètres[8]
  - 28e de la vitesse individuelle (éliminée en 1/16e de finale)[9]
- Apeldoorn 2018
  - 14e de la vitesse par équipes[10]
  - 22e du 500 mètres[11]

### Coupe d'Asie
- 2014
  - 1re du 500 mètres
  - 1re de la vitesse par équipes (avec Kezia Vargheese)